# Qamaruzzaman Azmi
Qamaruzzaman Azmi (Khalispur, 23 de marzo de 1946), también conocido como Allama Azmi, es un erudito, filósofo y orador islámico indio. Es presidente de la Misión Islámica Mundial. De 2011 a 2021, fue incluido en la lista de los 500 musulmanes más influyentes del mundo por el Instituto Real Aal al-Bayt para el Pensamiento Islámico debido a sus esfuerzos por construir organizaciones e instituciones, mezquitas, colegios y universidades durante más de cinco décadas. 
Es el patrón principal de Sunni Dawat-e-Islami, un movimiento islámico con filiales en todo el mundo. Se ha opuesto a la práctica de la mutilación genital femenina. 

## Biografía
Se graduó de Al Jamiatul Ashrafia en 1966. Estudió en profundidad todas las ciencias islámicas, con conocimiento del Fiqh, el Hadith y la historia. En 1966, Abdul Aziz Muradabadi le encargó que fuera a Faizabad (cerca de Lucknow) para comenzar su trabajo misionero. Allí, a la edad de dieciocho años, fundó la universidad islámica, Al-Jame-atul-Islamia.  Algunos también lo consideran el heredero espiritual de Mustafa Raza Khan, hijo de Ahmed Raza Khan Barelvi . 
El 7 de agosto de 2013 tuvo una reunión con el primer ministro David Cameron y la ministra de fe, la Baronesa Sayeeda Warsi.  

## Actividades misioneras islámicas
Ha ayudado a crear organizaciones e instituciones, incluidas mezquitas, colegios y universidades en el Reino Unido, Estados Unidos, Canadá, Países Bajos, Alemania, Noruega, Bélgica e India .  Estos centros se establecieron con su apoyo y supervisión directos.  

### India
Al-jamiat-ul-Islamia (Universidad Islamiya) Rounahi, Faizabad, India, afiliada a la prestigiosa Universidad Al-Azhar de El Cairo, Egipto

### Bradford
- Colegio Misionero Islámico (IMC) de Bradford
- Dar-ul-Ifta Internacional de Bradford

### Manchester
- Fundación Ibad-ur-Rehaman [6]
- Mezquita Jamia del norte de Manchester : con capacidad para albergar a 2.500 fieles
- Institución Kulliyat-ud-Dirasatil Islamiya (Facultad de Estudios Islámicos)

Sus continuos discursos ayudaron a que el Jamat-e-Islami fuera influenciado por la Mezquita del Sur, parte de los Barelvi sunitas. También participó en el establecimiento de la mezquita Noor-ul-Islam en Bolton y en el establecimiento de la mezquita Ghamkol Shariff en Birmingham. 

### Estados Unidos
Participó en la construcción de Masjid-e-Al Noor, Houston, Estados Unidos y en el Centro Islámico de Chicago.

### Noruega
La mezquita de la Misión Islámica Mundial en Oslo, Noruega, fue fundada en 1980. 

### Canadá
Masjid Noor-ul-Haram, Toronto 

## Conferencia del Hiyaz
La Conferencia de Hiyaz de 1985 en el Centro Wembley de Londres marcó un hito para los musulmanes sunitas; a ella asistieron líderes religiosos clave de todo el mundo con el objetivo de discutir el trato bárbaro de los peregrinos sunitas por parte de la policía saudí wahabí y la prohibición en Arabia Saudita de Kanzul Iman, la traducción del Corán por el imán Ahmed Raza. 
La conferencia fue ampliamente cubierta por los medios británicos y tuvo un enorme impacto.  Obligó al rey saudí Fahad y, en dos años, el gobierno saudí permitió a los musulmanes de todos los movimientos/sectas realizar los rituales religiosos en La Meca y Medina, según sus respectivas creencias.   

## Sobre él
El Times of India escribió sobre él: Hay dos tipos de musulmanes sunitas en el mundo: aquellos que han conocido u oído a Allama Qamaruzzaman Azmi y aquellos que no. Sus discursos lúcidos, salpicados de repetidas referencias a los mandamientos coránicos y a la vida del Profeta y sus compañeros, tienen un efecto carismático; van directo al corazón. A diferencia de muchos predicadores parroquiales agitadores y tele-evangelistas supremacistas del Islam, Azmi usa palabras para calmar los nervios, cerrar brechas y curar heridas. . 
El 13 de julio de 2002, Jim Karygiannis, diputado de la Cámara de los Comunes de Canadá, otorgó un certificado de reconocimiento a Allama Azmi por sus servicios y escribió: En mi calidad de miembro del Parlamento, es para mí un gran placer elogiar al renombrado erudito islámico Maulana Qamaruzzaman Azmi . 

## Sus puntos de vista
Phillip Lewis cita a Azmi en su libro de 1994 Islamic Britain: Religion, Politics and Identity among British Muslims (Gran Bretaña islámica: religión, política e identidad entre los musulmanes británicos), en el que afirma que el Islam y la sociedad secular pueden coexistir y que "la percepción ampliamente compartida de que lo secular implica necesariamente irreligión es simplemente errónea. En la India, sostiene, un Estado secular puede ofrecer seguridad a los musulmanes, ya que es compatible con el reconocimiento de que la religión es importante y que, en un entorno religiosamente plural, el Estado no permite que los creyentes de una tradición religiosa disfruten de un estatus privilegiado. Todos son ciudadanos con derechos iguales. De hecho, en la India, a los musulmanes se les permite ajustarse a su propia ley familiar musulmana". 
Azmi se ha opuesto a la práctica de la mutilación genital femenina .  Azmi también sostiene que Aisha, la tercera esposa del profeta musulmán Mahoma, fue un ejemplo de un modelo femenino fuerte e inteligente. 
También se ha opuesto al extremismo y al terrorismo y sostiene que quienes utilizan el nombre del Islam para tales actos son, de hecho, enemigos del Islam.  Aprobó una fatwa contra los británicos que se unen a los extremistas islámicos. 
Sobre el asesinato del cooperante británico David Cawthorne Haines por parte del Estado Islámico de Irak y el Levante, dijo: "Condenamos este acto de maldad cometido por personas que son pura maldad. No hay legitimidad para tal maldad en el Islam". 

Condena la persecución de los cristianos y otros no musulmanes, argumentando que los perpetradores:
no son musulmanes porque el Islam enseña la importancia de asegurar un buen lugar en la sociedad para todas las personas. 

## Sus maestros
Entre sus maestros se encuentran los siguientes eruditos: 
- Hafiz-e-Millat Allama Abdul Aziz Muradabadi (Fundador de Al Jamiatul Ashrafia)
- Ustadhul Ulama Allama Hafiz Abdul Raoof Balyawi
- Bahrul Uloom Allama Mufti Abdul Mannan Azmi
- Ashraful Ulama Allama Sayyid Hamid Ashraf